# Філософ (Герой України)
«Філософ» — бригадний генерал Головного управління розвідки Міністерства оборони України, учасник російсько-української війни. Герой України (2022).

## Життєпис
Народився 21 лютого.
Брав участь у російсько-українській війні з 2014 року, один з учасників боїв за Донецький аеропорт.
В 2015 році виконував завдання в Афганістані.
Після загибелі свого керівника — Максима Шаповала, звільнився з служби.
Повернувся до служби коли ГУР очолив Буданов. Займався підготовкою спецпризначенців які стали основою батальйону «Шаман».
Брав участь у боях за Ірпінь, Мощун, та Гостомельський аеропорт.
Обіймає посаду директора департаменту активних дій ГУР МО України.

## Нагороди
- звання Герой України з врученням ордена «Золота Зірка» (2022).